# Ropa de plástico

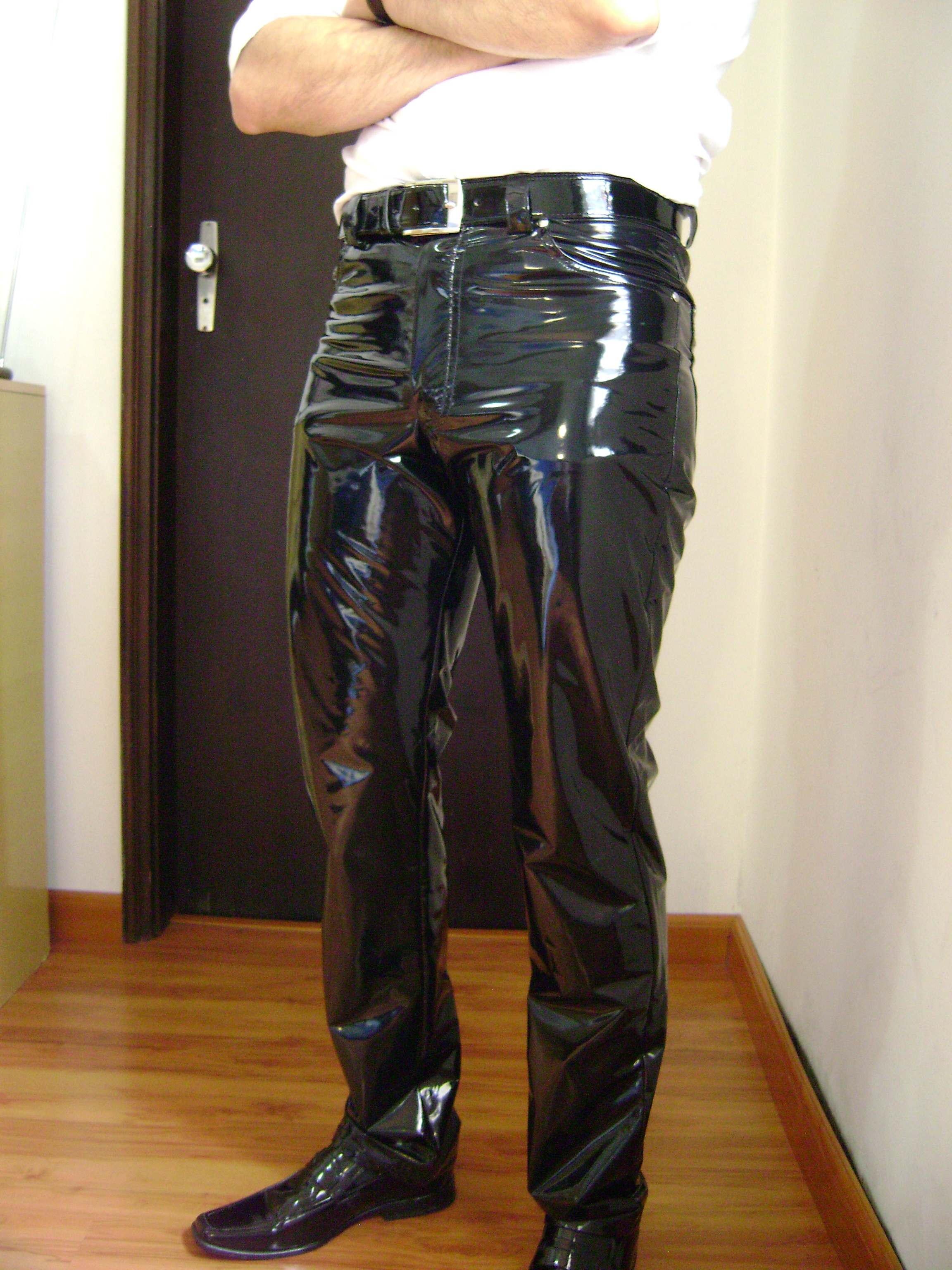
Pantalones de PVC son un ejemplo de ropa de plástico

Ropas de plástico han existido casi desde la creación de los plásticos flexibles, en particular como material para ropas impermeables de protección contra lluvia (gabardinas).
Durante los años 1960, hubo un gran entusiasmo para vestuarios de plástico como ropa futurista, tales como gabardinas impermeables de plástico, que eran mucho más leves y más baratas que gabardinas de caucho, y también podría fabricarse en colores brillantes o transparentes.
Las Ropas modernas utilizan comúnmente materiales plásticos flexibles, en la forma tanto de película flexible de plástico como de tejido plastificado. Componentes rígidos de plástico también se usan para substituir los componentes que han sido anteriormente hechos de metal, hueso, caucho, u otros materiales, por ejemplo en forma de botones, hombreras, refuerzos de cuello y cremallera. Los componentes de plástico son ampliamente utilizados en industrias de calzados.
Los materiales plásticos son también de uso en ropas de protección. Ropas de plástico también han sido objeto de interés fetichista. 